# Feuille brownienne
 (mai 2023).
Le contenu est difficilement compréhensible vu les erreurs de traduction, qui sont peut-être dues à l'utilisation d'un logiciel de traduction automatique.
En mathématiques, une feuille brownienne est une généralisation multiparamétrique du mouvement brownien à un champ gaussien, plus précisément une généralisation du paramètre "temps" {\displaystyle t\in \mathbb {R} _{+}} d'un mouvement brownien {\displaystyle B_{t}} de temps {\displaystyle t\in \mathbb {R} _{+}^{n}}.
La dimension exacte {\displaystyle n} de l'espace du nouveau paramètre temporel varie selon les auteurs. L'article présent suit John B. Walsh et définit la feuille (n,d)-brownienne, tandis que certains auteurs définissent la feuille brownienne spécifiquement uniquement pour {\displaystyle n=2}.

## (n,d)-feuille brownienne
Un processus gaussien {\displaystyle B=(B_{t},t\in \mathbb {R} _{+}^{n})} de dimension {\displaystyle d} est une (n,d)-feuille brownienne, si
- la moyenne est {\displaystyle \mathbb {E} [B_{t}]=0} pour tous {\displaystyle t=(t_{1},\dots t_{n})\in \mathbb {R} _{+}^{n}}
- la fonction de covariance est[2]

{\displaystyle \operatorname {cov} (B_{s}^{(i)},B_{t}^{(j)})={\begin{cases}\prod \limits _{l=1}^{n}s_{l}\wedge t_{l}&{\text{si }}i=j,\\0&{\text{sinon}}\end{cases}}}
pour tous {\displaystyle 1\leq i,j\leq d}.

### Propriétés
- {\displaystyle B(0,t_{2},\dots ,t_{n})=B(t_{1},0,\dots ,t_{n})=\cdots =B(t_{1},t_{2},\dots ,0)=0} presque sûrement.

### Exemples
- La {\displaystyle (1,1)}-feuille brownienne est le mouvement brownien en {\displaystyle \mathbb {R} ^{1}}.
- La {\displaystyle (1,d)}-feuille brownienne est le mouvement brownien en {\displaystyle \mathbb {R} ^{d}}.
- La {\displaystyle (2,1)}-feuille brownienne {\displaystyle X_{t,s}} est le mouvement brownien de dimension {\displaystyle \mathbb {R} ^{1}} et de temps {\displaystyle (t,s)\in \mathbb {R} _{+}\times \mathbb {R} _{+}}.